# Камікава (Хьоґо)

35°3′51″ пн. ш. 134°44′22″ сх. д. / 35.06417° пн. ш. 134.73944° сх. д.
Камікава (яп. 神河町) — містечко в Японії, в повіті Кандзакі префектури Хьоґо.